# Copa da Superliga Argentina de Futebol de 2019
A Copa da Superliga Argentina de 2019, chamada oficialmente Copa de la Superliga Argentina YPF Infinia de 2019, é a primeira edição dessa competição argentina de futebol profissional organizada pela Superliga Argentina de Futebol (SAF), entidade ligada a Associação do Futebol Argentino (AFA). O torneio começou no dia 12 de abril e término marcado para 2 de junho.
Com o Campeonato Argentino de 2018–19 reduzido a 25 rodadas, o jeito encontrado pelos clubes para esticar a temporada foi a criação da Copa da Superliga. O torneio reunirá apenas os times da primeira divisão e será disputado em mata-mata. O campeão ganhará uma vaga direta na Libertadores 2020. Mesmo com a Copa da Superliga, a Copa Argentina continuará sendo disputada.

## Regulamento
A Copa da Superliga começará a ser disputada no dia 12 de abril e tem término previsto para 2 de junho. São cinco fases: as quatro primeiras fases serão em jogos de ida de volta e a última fase (a grande final) em jogo único em um campo neutro; o campeão se classificará para a fase de grupos da Copa Libertadores da América de 2020 e o vice-campeão para a Copa Sul-Americana de 2020.
A competição será disputado no sistema "mata-mata" pelos 26 clubes participantes da primeira divisão do Campeonato Argentino de 2018–19 (Superliga Quilmes Clásica 2018–19). Os 6 times argentinos mais bem colocados do campeonato nacional entrarão nas oitavas de final e os 20 times restantes disputam a primeira fase, no seguinte chaveamento, 7º colocado duela com o 26º colocado, o 8º colocado com o 25º colocado e assim por diante. A equipe com a melhor colocação na classificação final do campeonato argentino disputa o jogo de volta como mandante.

## Calendário
As datas dos confrontos da competição foi revelado pela Superliga Argentina no dia 27 de março de 2019.
| Fase             | Jogo de ida              | Jogo de volta            |
| ---------------- | ------------------------ | ------------------------ |
| Primeira fase    | 12 a 15 de abril de 2019 | 19 a 22 de abril de 2019 |
| Oitavas de final | 26 a 29 de abril de 2019 | 3 a 6 de maio de 2019    |
| Quartas de final | 11 e 12 de maio de 2019  | 14 e 16 de maio de 2019  |
| Semifinal        | 18 e 19 de maio de 2019  | 25 e 26 de maio de 2019  |
| Final            | 2 de junho de 2019       | 2 de junho de 2019       |

## Participantes
As equipes serão posicionadas de 1–26 de acordo com suas colocações na classificação final da temporada da Superliga Argentina de 2018–19. As posições da 1–6 entrarão diretamente nas oitavas-de-final e as posições da 7–26 disputarão a primeira fase da competição.
| Pos. | Equipe                  | Pts | J  | V  | E  | D  | GP | GC | SG  | Fase inicial     |
| ---- | ----------------------- | --- | -- | -- | -- | -- | -- | -- | --- | ---------------- |
| 1    | Racing                  | 57  | 25 | 17 | 6  | 2  | 43 | 16 | +27 | Oitavas de final |
| 2    | Defensa y Justicia      | 53  | 25 | 15 | 8  | 2  | 33 | 18 | +15 | Oitavas de final |
| 3    | Boca Juniors            | 51  | 25 | 15 | 6  | 4  | 41 | 18 | +23 | Oitavas de final |
| 4    | River Plate             | 45  | 25 | 13 | 6  | 6  | 42 | 21 | +21 | Oitavas de final |
| 5    | Atlético Tucumán        | 42  | 25 | 12 | 6  | 7  | 36 | 29 | +7  | Oitavas de final |
| 6    | Vélez Sarsfield         | 40  | 25 | 11 | 7  | 7  | 34 | 25 | +9  | Oitavas de final |
|      |                         |     |    |    |    |    |    |    |     |                  |
| 7    | Independiente           | 38  | 25 | 10 | 8  | 7  | 35 | 28 | +7  | Primeira fase    |
| 8    | Unión                   | 36  | 25 | 9  | 9  | 7  | 29 | 24 | +5  | Primeira fase    |
| 9    | Tigre                   | 36  | 25 | 9  | 9  | 7  | 39 | 42 | −3  | Primeira fase    |
| 10   | Huracán                 | 35  | 25 | 9  | 8  | 8  | 28 | 28 | 0   | Primeira fase    |
| 11   | Lanús                   | 34  | 25 | 9  | 7  | 9  | 27 | 32 | −5  | Primeira fase    |
| 12   | Talleres (C)            | 33  | 25 | 9  | 6  | 10 | 25 | 24 | +1  | Primeira fase    |
| 13   | Aldosivi                | 33  | 25 | 9  | 6  | 10 | 21 | 24 | −3  | Primeira fase    |
| 14   | Godoy Cruz              | 32  | 25 | 9  | 5  | 11 | 23 | 30 | −7  | Primeira fase    |
| 15   | Newell's Old Boys       | 29  | 25 | 7  | 8  | 10 | 26 | 23 | +3  | Primeira fase    |
| 16   | Banfield                | 29  | 25 | 6  | 11 | 8  | 27 | 31 | −4  | Primeira fase    |
| 17   | Estudiantes de La Plata | 29  | 25 | 7  | 8  | 10 | 21 | 25 | −4  | Primeira fase    |
| 18   | Gimnasia y Esgrima (LP) | 29  | 25 | 8  | 5  | 12 | 21 | 32 | −11 | Primeira fase    |
| 19   | Patronato               | 26  | 25 | 7  | 5  | 13 | 29 | 37 | −8  | Primeira fase    |
| 20   | Rosário Central         | 26  | 25 | 6  | 8  | 11 | 16 | 26 | −10 | Primeira fase    |
| 21   | San Martín de San Juan  | 25  | 25 | 6  | 7  | 12 | 24 | 34 | −10 | Primeira fase    |
| 22   | Belgrano                | 24  | 25 | 4  | 12 | 9  | 16 | 23 | −7  | Primeira fase    |
| 23   | San Lorenzo             | 23  | 25 | 3  | 14 | 8  | 21 | 30 | −9  | Primeira fase    |
| 24   | Colón                   | 23  | 25 | 4  | 11 | 10 | 21 | 33 | −12 | Primeira fase    |
| 25   | San Martín de Tucumán   | 23  | 25 | 4  | 11 | 10 | 25 | 38 | −13 | Primeira fase    |
| 26   | Argentinos Juniors      | 22  | 25 | 5  | 7  | 13 | 15 | 28 | −13 | Primeira fase    |

## Primeira fase
A primeira fase foi disputada pelas 20 equipes colocadas do sétimo ao vigésimo sexto na classificação final da Superliga Argentina de 2018–19, em partidas de ida e volta. As equipes com a melhor colocação na Superliga Argentina de 2018–19 ganharam  o direito de ser o mandante na partida de volta. Os 10 (dez) vencedores qualificaram-se para as oitavas de final. Por conta da igualdade no placar agregado (ida e volta), a disputa por pênaltis foi empregada para o desempate de três confrontos, deste modo, o Godoy Cruz, San Lorenzo e Talleres (C) venceram seus rivais e avançaram pra próxima fase. Os demais classificaram-se por conta de um placar agregado superior aos seus adversários, como foi o caso do Aldosivi (4–3), Argentinos Juniors (4–3), Estudiantes (LP) (2–1), Gimnasia y Esgrima (LP) (3–2), Lanús (3–2), Tigre (3–2) e Unión (4–1). A regra do gol fora de casa acabou não sendo utilizada para qualificação em nenhum dos confrontos. 
| Equipe 1                | Total       | Equipe 2          | 1.º jogo | 2.º jogo |
| ----------------------- | ----------- | ----------------- | -------- | -------- |
| Estudiantes (LP)        | 2–1         | Banfield          | 0–1      | 2–0      |
| San Martín (T)          | 1–4         | Unión             | 1–1      | 0–3      |
| Colón                   | 2–3         | Tigre             | 0–0      | 2–3      |
| San Martín (SJ)         | 2–2 (2–3 p) | Talleres (C)      | 2–0      | 0–2      |
| Rosário Central         | 2–3         | Aldosivi          | 0–2      | 2–1      |
| Belgrano                | 3–4         | Lanús             | 3–2      | 0–2      |
| Patronato               | 2–2 (4–5 p) | Godoy Cruz        | 1–1      | 1–1      |
| Argentinos Juniors      | 4–3         | Independiente     | 3–2      | 1–1      |
| San Lorenzo             | 0–0 (4–3 p) | Huracán           | 0–0      | 0–0      |
| Gimnasia y Esgrima (LP) | 3–2         | Newell's Old Boys | 0–1      | 3–1      |

### Jogos de ida
| 12 de abril de 2019 | Colón | 0 – 0     | Tigre | Santa Fé                                                              |  |
| 19:00               |       | Relatório |       | Estádio: Brigadier General Estanislao López Árbitro: Patricio Loustau |  |

| 12 de abril de 2019 | Gimnasia y Esgrima (LP) | 0 – 1     | Newell's Old Boys      | La Plata                                           |  |
| 21:10               |                         | Relatório | - 90+7' Maxi Rodriguez | Estádio: Estádio del Bosque Árbitro: Néstor Pitana |  |

| 13 de abril de 2019 | San Martín (SJ)           | 2 – 0     | Talleres (C) | San Juan                                                   |  |
| 15:30               | - Osorio 49' - Dening 64' | Relatório |              | Estádio: Ingeniero Hilario Sánchez Árbitro: Germán Delfino |  |

| 13 de abril de 2019 | Belgrano                                 | 3 – 2     | Lanús                     | Córdoba                                                 |  |
| 17:45               | - Patiño 3' - Sequeira 12' - Lértora 57' | Relatório | - 8' Moreno - 87' Quignon | Estádio: Gigante de Alberdi Árbitro: Fernando Echenique |  |

| 13 de abril de 2019 | San Martín (T)  | 1 – 1     | Unión        | San Miguel de Tucumán                        |  |
| 20:00               | - Acevedo 90+2' | Relatório | - 34' Cuadra | Estádio: La Ciudadela Árbitro: Silvio Trucco |  |

| 14 de abril de 2019 | Estudiantes (LP) | 0 – 1     | Banfield       | La Plata                                           |  |
| 15:30               |                  | Relatório | - 29' Carranza | Estádio: Ciudad de La Plata Árbitro: Facundo Tello |  |

| 14 de abril de 2019 | San Lorenzo | 0 – 0     | Huracán | Buenos Aires                                        |  |
| 17:45               |             | Relatório |         | Estádio: Nuevo Gasómetro Árbitro: Fernando Espinoza |  |

| 14 de abril de 2019 | Argentinos Juniors               | 3 – 2     | Independiente               | Buenos Aires                                            |  |
| 20:00               | - Hauche 40', 82' - Spinelli 40' | Relatório | - 26' Pérez - 89' Domínguez | Estádio: Diego Armando Maradona Árbitro: Mauro Vigliano |  |

| 15 de abril de 2019 | Patronato       | 1 – 1     | Godoy Cruz    | Paraná                                                     |  |
| 19:00               | - Berterame 47' | Relatório | - 61' Cardona | Estádio: Presbítero Bartolomé Grella Árbitro: Jorge Baliño |  |

| 15 de abril de 2019 | Rosário Central | 0 – 2     | Aldosivi                      | Rosário                                                  |  |
| 21:10               |                 | Relatório | - 45' J. Ledesma - 82' Videla | Estádio: Gigante de Arroyito Árbitro: Fernando Rapallini |  |

### Jogos de volta
| 19 de abril de 2019 | Banfield | 0 – 2     | Estudiantes (LP)                   | Banfield                                        |  |
| 17:45               |          | Relatório | - 28' Sánchez - 61' (g.c.) Bertolo | Estádio: Florencio Sola Árbitro: Germán Delfino |  |

| 19 de abril de 2019                          | Huracán | 0 – 0                                               | San Lorenzo | Buenos Aires                                      |  |
| 20:00                                        |         | Relatório                                           |             | Estádio: Tomás Adolfo Ducó Árbitro: Néstor Pitana |  |
|                                              |         | Penalidades                                         |             |                                                   |  |
| - Gamba - Barrios - Álvarez - Roa - Alderete |         | - Reniero - Rodríguez - Loaiza - Barrios - Rentería |             |                                                   |  |

| 20 de abril de 2019 | Aldosivi     | 1 – 2     | Rosário Central              | Mar del Plata                                          |  |
| 13:15               | - Colman 78' | Relatório | - 34' Aguirre - 82' Barbieri | Estádio: José Maria Minella Árbitro: Fernando Espinoza |  |

| 20 de abril de 2019 | Lanús                              | 2 – 0     | Belgrano | Lanús                                                               |  |
| 15:30               | - Quignon 22' - Techera 49' (g.c.) | Relatório |          | Estádio: Ciudad de Lanús – Néstor Díaz Pérez Árbitro: Darío Herrera |  |

| 20 de abril de 2019                        | Talleres (C)                    | 2 – 0                                          | San Martín (SJ) | Córdoba                                                   |  |
| 17:45                                      | - Moreno 45+1' - Pochettino 46' | Relatório                                      |                 | Estádio: Mario Alberto Kempes Árbitro: Fernando Rapallini |  |
|                                            |                                 | Penalidades                                    |                 |                                                           |  |
| - Moreno - Pochettino - Ramírez - Palacios |                                 | - Grahl - Bogado - Prósperi - Osorio - Ardente |                 |                                                           |  |

| 20 de abril de 2019                                 | Godoy Cruz  | 1 – 1                                               | Patronato    | Mendoza                                                  |  |
| 20:00                                               | - Viera 11' | Relatório                                           | - 56' Ávalos | Estádio: Malvinas Argentinas Árbitro: Fernando Echenique |  |
|                                                     |             | Penalidades                                         |              |                                                          |  |
| - García - Viera - González - Cardona - Bernardello |             | - Bravo - Carabajal - Gissi - Geminiani - Berterame |              |                                                          |  |

| 21 de abril de 2019 | Tigre                                                   | 3 – 2     | Colón                           | Victoria                                                |  |
| 13:15               | - Janson 40' (pen.) - Pérez Acuña 55' - Luna 80' (pen.) | Relatório | - 31' Leguizamón - 35' Bernardi | Estádio: Monumental de Victoria Árbitro: Mauro Vigliano |  |

| 21 de abril de 2019 | Newell's Old Boys    | 1 – 3     | Gimnasia y Esgrima (LP)             | Rosário                                     |  |
| 15:30               | - Maxi Rodríguez 38' | Relatório | - 59', 85' (pen.) Silva - 74' Piovi | Estádio: Marcelo Bielsa Árbitro: Diego Abal |  |

| 21 de abril de 2019 | Unión                                      | 3 – 0     | San Martín (T) | Santa Fé                                    |  |
| 17:45               | - Méndez 20' - Mazzola 48' - Troyansky 87' | Relatório |                | Estádio: 15 de Abril Árbitro: Andrés Merlos |  |

| 21 de abril de 2019 | Independiente | 1 – 1     | Argentinos Juniors | Avellaneda                                              |  |
| 20:00               | - Pérez 49'   | Relatório | - Batallini 74'    | Estádio: Libertadores de América Árbitro: Facundo Tello |  |

## Tabelão
|  | Oitavas-de-final        | Oitavas-de-final        | Oitavas-de-final | Oitavas-de-final |       |                         | Quartas-de-final | Quartas-de-final | Quartas-de-final | Quartas-de-final |  |                    | Semifinais | Semifinais | Semifinais | Semifinais |       |   | Final | Final |
|  |                         |                         |                  |                  |       |                         |                  |                  |                  |                  |  |                    |            |            |            |            |       |   |       |       |
|  |                         |                         |                  |                  |       |                         |                  |                  |                  |                  |  |                    |            |            |            |            |       |   |       |       |
|  | Tigre                   | 1                       | 3                | 4                |       |                         |                  |                  |                  |                  |  |                    |            |            |            |            |       |   |       |       |
|  | Unión                   | 2                       | 1                | 3                |       |                         |                  |                  |                  |                  |  |                    |            |            |            |            |       |   |       |       |
|  | Unión                   | 2                       | 1                | 3                |       | Tigre                   | 2                | 1                | 3                |                  |  |                    |            |            |            |            |       |   |       |       |
|  |                         |                         |                  |                  |       | Tigre                   | 2                | 1                | 3                |                  |  |                    |            |            |            |            |       |   |       |       |
|  |                         | Racing                  | 0                | 2                | 2     |                         |                  |                  |                  |                  |  |                    |            |            |            |            |       |   |       |       |
|  | Estudiantes (LP)        | Racing                  | 0                | 2                | 2     | 1                       | 0                | 1                |                  |                  |  |                    |            |            |            |            |       |   |       |       |
|  | Estudiantes (LP)        |                         |                  |                  |       | 1                       | 0                | 1                |                  |                  |  |                    |            |            |            |            |       |   |       |       |
|  | Racing (g.f.)           | 1                       | 0                | 1                |       |                         |                  |                  |                  |                  |  |                    |            |            |            |            |       |   |       |       |
|  | Racing (g.f.)           | 1                       | 0                | 1                |       |                         |                  |                  |                  |                  |  | Tigre              | 5          | 1          | 6          |            |       |   |       |       |
|  |                         |                         |                  |                  |       |                         |                  |                  |                  |                  |  | Tigre              | 5          | 1          | 6          |            |       |   |       |       |
|  |                         | Atlético Tucumán        | 0                | 0                | 0     |                         |                  |                  |                  |                  |  |                    |            |            |            |            |       |   |       |       |
|  | Talleres (C)            | Atlético Tucumán        | 0                | 0                | 0     | 3                       | 0                | 3                |                  |                  |  |                    |            |            |            |            |       |   |       |       |
|  | Talleres (C)            |                         |                  |                  |       | 3                       | 0                | 3                |                  |                  |  |                    |            |            |            |            |       |   |       |       |
|  | Atlético Tucumán        | 2                       | 2                | 4                |       |                         |                  |                  |                  |                  |  |                    |            |            |            |            |       |   |       |       |
|  | Atlético Tucumán        | 2                       | 2                | 4                |       | Atlético Tucumán (g.f.) | 3                | 1                | 4                |                  |  |                    |            |            |            |            |       |   |       |       |
|  |                         |                         |                  |                  |       | Atlético Tucumán (g.f.) | 3                | 1                | 4                |                  |  |                    |            |            |            |            |       |   |       |       |
|  |                         | River Plate             | 0                | 4                | 4     |                         |                  |                  |                  |                  |  |                    |            |            |            |            |       |   |       |       |
|  | Aldosivi                | River Plate             | 0                | 4                | 4     | 1                       | 0                | 1                |                  |                  |  |                    |            |            |            |            |       |   |       |       |
|  | Aldosivi                |                         |                  |                  |       | 1                       | 0                | 1                |                  |                  |  |                    |            |            |            |            |       |   |       |       |
|  | River Plate             | 1                       | 6                | 7                |       |                         |                  |                  |                  |                  |  |                    |            |            |            |            |       |   |       |       |
|  | River Plate             | 1                       | 6                | 7                |       |                         |                  |                  |                  |                  |  |                    |            |            |            |            | Tigre | 2 |       |       |
|  |                         |                         |                  |                  |       |                         |                  |                  |                  |                  |  |                    |            |            |            |            |       | 2 |       |       |
|  |                         | Boca Juniors            | 0                |                  |       |                         |                  |                  |                  |                  |  |                    |            |            |            |            |       |   |       |       |
|  | Argentinos Juniors      | Boca Juniors            | 0                | 1                | 1     | 2                       |                  |                  |                  |                  |  |                    |            |            |            |            |       |   |       |       |
|  | Argentinos Juniors      |                         |                  | 1                | 1     | 2                       |                  |                  |                  |                  |  |                    |            |            |            |            |       |   |       |       |
|  | San Lorenzo             | 0                       | 1                | 1                |       |                         |                  |                  |                  |                  |  |                    |            |            |            |            |       |   |       |       |
|  | San Lorenzo             | 0                       | 1                | 1                |       | Argentinos Juniors      | 0                | 2                | 2                |                  |  |                    |            |            |            |            |       |   |       |       |
|  |                         |                         |                  |                  |       | Argentinos Juniors      | 0                | 2                | 2                |                  |  |                    |            |            |            |            |       |   |       |       |
|  |                         | Gimnasia y Esgrima (LP) | 0                | 1                | 1     |                         |                  |                  |                  |                  |  |                    |            |            |            |            |       |   |       |       |
|  | Gimnasia y Esgrima (LP) | Gimnasia y Esgrima (LP) | 0                | 1                | 1     | 1                       | 2                | 3                |                  |                  |  |                    |            |            |            |            |       |   |       |       |
|  | Gimnasia y Esgrima (LP) |                         |                  |                  |       | 1                       | 2                | 3                |                  |                  |  |                    |            |            |            |            |       |   |       |       |
|  | Defensa y Justicia      | 0                       | 0                | 0                |       |                         |                  |                  |                  |                  |  |                    |            |            |            |            |       |   |       |       |
|  | Defensa y Justicia      | 0                       | 0                | 0                |       |                         |                  |                  |                  |                  |  | Argentinos Juniors | 0          | 0          | 0          |            |       |   |       |       |
|  |                         |                         |                  |                  |       |                         |                  |                  |                  |                  |  | Argentinos Juniors | 0          | 0          | 0          |            |       |   |       |       |
|  |                         | Boca Juniors            | 0                | 1                | 1     |                         |                  |                  |                  |                  |  |                    |            |            |            |            |       |   |       |       |
|  | Lanús                   | Boca Juniors            | 0                | 1                | 1     | 1                       | 0                | 1                |                  |                  |  |                    |            |            |            |            |       |   |       |       |
|  | Lanús                   |                         |                  |                  |       | 1                       | 0                | 1                |                  |                  |  |                    |            |            |            |            |       |   |       |       |
|  | Vélez Sarsfield         | 2                       | 2                | 4                |       |                         |                  |                  |                  |                  |  |                    |            |            |            |            |       |   |       |       |
|  | Vélez Sarsfield         | 2                       | 2                | 4                |       | Vélez Sarsfield         | 0                | 0                | 0 (4)            |                  |  |                    |            |            |            |            |       |   |       |       |
|  |                         |                         |                  |                  |       | Vélez Sarsfield         | 0                | 0                | 0 (4)            |                  |  |                    |            |            |            |            |       |   |       |       |
|  |                         | Boca Juniors            | 0                | 0                | 0 (5) |                         |                  |                  |                  |                  |  |                    |            |            |            |            |       |   |       |       |
|  | Godoy Cruz              | Boca Juniors            | 0                | 0                | 0 (5) | 1                       | 1                | 2                |                  |                  |  |                    |            |            |            |            |       |   |       |       |
|  | Godoy Cruz              |                         |                  |                  |       | 1                       | 1                | 2                |                  |                  |  |                    |            |            |            |            |       |   |       |       |
|  | Boca Juniors            | 2                       | 3                | 5                |       |                         |                  |                  |                  |                  |  |                    |            |            |            |            |       |   |       |       |

## Oitavas de final
As oitavas de final foram disputados por 16 equipes, sendo 10 vencedoras da fase anterior, e outras 6 equipes pré-classificadas. A equipe com a melhor colocação na Superliga Argentina de 2018–19 teve o o direito de ser o mandante da partida de volta.
Tivemos 8 (oito) equipes que avançaram para as quartas de final: 7 (sete) delas por conta de um placar agregado superior aos seus adversários, a única exceção ficou por conta do confronto entre Estudiantes e Racing, finalizado com um agregado de 1–1, onde vimos o Racing avançar pela regra do gol fora de casa.
| Equipe 1                | Total      | Equipe 2           | 1.º jogo | 2.º jogo |
| ----------------------- | ---------- | ------------------ | -------- | -------- |
| Estudiantes             | 1–1 (g.f.) | Racing             | 1–1      | 0–0      |
| Tigre                   | 4–3        | Unión              | 1–2      | 3–1      |
| Talleres                | 3–4        | Atlético Tucumán   | 3–2      | 0–2      |
| Aldosivi                | 1–7        | River Plate        | 1–1      | 0–6      |
| Lanús                   | 1–4        | Vélez Sarsfield    | 1–2      | 0–2      |
| Godoy Cruz              | 2–5        | Boca Juniors       | 1–2      | 1–3      |
| Argentinos Juniors      | 2–1        | San Lorenzo        | 1–0      | 1–1      |
| Gimnasia y Esgrima (LP) | 3–0        | Defensa y Justicia | 1–0      | 2–0      |

### Jogos de ida
| 26 de abril de 2019 | Talleres                         | 3 – 2     | Atlético Tucumán  | Córdoba                                                 |  |
| 21:10               | - Palacios 15' - Moreno 54', 77' | Relatório | - 40', 88' Toledo | Estádio: Mario Alberto Kempes Árbitro: Nicolás Lamolina |  |

| 27 de abril de 2019 | Lanús            | 1 – 2     | Vélez Sarsfield            | Lanús                                               |  |
| 17:45               | - De la Vega 43' | Relatório | - 21' Giménez - 72' Almada | Estádio: Ciudad de Lanús Árbitro: Fernando Espinoza |  |

| 27 de abril de 2019 | Estudiantes      | 1 – 1     | Racing          | La Plata                                                |  |
| 20:00               | - Pellegrini 62' | Relatório | - 35' Cristaldo | Estádio: Ciudad de La Plata Árbitro: Fernando Echenique |  |

| 28 de abril de 2019 | Argentinos Juniors | 1 – 0     | San Lorenzo | Buenos Aires                                           |  |
| 15:30               | - Torrén 7'        | Relatório |             | Estádio: Diego Armando Maradona Árbitro: Andrés Merlos |  |

| 28 de abril de 2019 | Aldosivi     | 1 – 1     | River Plate | Mar del Plata                                       |  |
| 17:45               | - Chávez 70' | Relatório | - 43' Pérez | Estádio: José María Minella Árbitro: Mauro Vigliano |  |

| 28 de abril de 2019 | Godoy Cruz      | 1 – 2     | Boca Juniors          | Mendoza                                             |  |
| 20:00               | - Merentiel 61' | Relatório | - 31' Pavón - 87' Mas | Estádio: Malvinas Argentinas Árbitro: Silvio Trucco |  |

| 29 de abril de 2019 | Tigre      | 1 – 2     | Unión                         | Victoria                                          |  |
| 19:00               | - Luna 73' | Relatório | - 26' Mazzola - 29' M. Pittón | Estádio: Monumental Victoria Árbitro: Ariel Penel |  |

| 29 de abril de 2019 | Gimnasia y Esgrima (LP) | 1 – 0     | Defensa y Justicia | La Plata                                           |  |
| 21:10               | - Silva 45+4'           | Relatório |                    | Estádio: Estádio del Bosque Árbitro: Darío Herrera |  |

### Jogos de volta
| 3 de maio de 2019 | River Plate                                                                        | 6 – 0     | Aldosivi | Buenos Aires                                         |  |
| 21:10             | - Santos Borré 27' - De La Cruz 31', 53', 74' - Lucas Pratto 68' - C. Ferreira 84' | Relatório |          | Estádio: Monumental de Núñez Árbitro: Germán Delfino |  |

| 4 de maio de 2019 | Atlético Tucumán               | 2 – 0     | Talleres | San Miguel de Tucumán                                 |  |
| 15:30             | - Díaz 52' - Toledo 84' (pen.) | Relatório |          | Estádio: Monumental José Fierro Árbitro: Jorge Baliño |  |

| 4 de maio de 2019 | Unión       | 1 – 3     | Tigre                                            | Santa Fe                                         |  |
| 17:45             | - Cuadra 3' | Relatório | - 23' (g.c.) Gómez - 28' Montillo - 66' González | Estádio: 15 de Abril Árbitro: Hernán Mastrángelo |  |

| 4 de maio de 2019 | Racing | 0 – 0     | Estudiantes | Avellaneda                                                 |  |
| 20:00             |        | Relatório |             | Estádio: Presidente Perón, El Cilindro Árbitro: Diego Abal |  |

| 5 de maio de 2019 | San Lorenzo   | 1 – 1     | Argentinos Juniors   | Buenos Aires                                       |  |
| 15:30             | - Herrera 66' | Relatório | - 81' (g.c.) Reniero | Estádio: Nuevo Gasómetro Árbitro: Pablo Echavarría |  |

| 5 de maio de 2019 | Defensa y Justicia | 0 – 2     | Gimnasia y Esgrima (LP)   | Florencio Varela                                    |  |
| 17:45             |                    | Relatório | - 65' Hurtado - 73' Comba | Estádio: Norberto Tomaghello Árbitro: Andrés Merlos |  |

| 5 de maio de 2019 | Boca Juniors                 | 3 – 1     | Godoy Cruz   | Buenos Aires                                 |  |
| 20:00             | - Ábila 6', 54' - Zárate 87' | Relatório | - 79' Prieto | Estádio: La Bombonera Árbitro: Facundo Tello |  |

| 6 de maio de 2019 | Vélez Sarsfield              | 2 – 0     | Lanús | Buenos Aires                                         |  |
| 21:10             | - Fernández 12' - Bouzat 45' | Relatório |       | Estádio: José Amalfitani Árbitro: Fernando Rapallini |  |

## Quartas de final
As quartas de final foi disputada em partidas de ida e volta entre os dias 11 e 16 de maio de 2019. A equipe com a melhor colocação na classificação final do Campeonato Argentino de 2018–19 (Superliga Argentina) disputou o jogo de volta como mandante.
| Chave | Equipe 1           | Total        | Equipe 2                | Ida | Volta |
| ----- | ------------------ | ------------ | ----------------------- | --- | ----- |
| C1    | Tigre              | 3–2          | Racing                  | 2–0 | 1–2   |
| C2    | Atlético Tucumán   | 4–4 (g.f.)   | River Plate             | 3–0 | 1–4   |
| C3    | Vélez Sarsfield    | 0–0 (4–5 p.) | Boca Juniors            | 0–0 | 0–0   |
| C4    | Argentinos Juniors | 2–1          | Gimnasia y Esgrima (LP) | 0–0 | 2–1   |

### Chave C1
| 11 de maio de 2019 | Tigre                            | 2 – 0     | Racing | Victoria                                            |  |
| 17:45              | - Montillo 53' - F. González 89' | Relatório |        | Estádio: Monumental Victoria Árbitro: Andrés Merlos |  |

| 14 de maio de 2019 | Racing                  | 2 – 1     | Tigre             | Avellaneda                                   |  |
| 19:00              | - Orbán 19' - López 37' | Relatório | - 89' Pérez Acuña | Estádio: El Cilindro Árbitro: Mauro Vigliano |  |

Tigre venceu por 3–2 no placar agregado.

### Chave C2
| 11 de maio de 2019 | Atlético Tucumán                | 3 – 0     | River Plate | San Miguel de Tucumán                                       |  |
| 20:00              | - Barbona 34' - Toledo 37', 79' | Relatório |             | Estádio: Monumental José Fierro Árbitro: Fernando Echenique |  |

| 14 de maio de 2019 | River Plate                                    | 4 – 1     | Atlético Tucumán | Buenos Aires                                      |  |
| 21:10              | - Fernández 14' - Pratto 40', 84' - Suárez 56' | Relatório | - 50' Toledo     | Estádio: Monumental de Núñez Árbitro: Ariel Penel |  |

Atlético Tucumán 4–4 River Plate no placar agregado; Atlético Tucumán avançou pela regra do gol fora de casa.

### Chave C3
| 12 de maio de 2019 | Vélez Sarsfield | 0 – 0     | Boca Juniors | Buenos Aires                                    |  |
| 17:45              |                 | Relatório |              | Estádio: José Amalfitani Árbitro: Néstor Pitana |  |

| 16 de maio de 2019                               | Boca Juniors | 0 – 0 (5–4 pen.)                                    | Vélez Sarsfield | Buenos Aires                                     |  |
| 21:10                                            |              | Relatório                                           |                 | Estádio: La Bombonera Árbitro: Fernando Espinoza |  |
|                                                  |              | Penalidades                                         |                 |                                                  |  |
| - Benedetto - Pavón - Zárate - Fabra - Buffarini |              | - Giménez - Cufré - Salinas - Almada - L. Fernández |                 |                                                  |  |

Boca Juniors 4–4 Vélez Sarsfield no placar agregado; Boca Juniors avançou nas penalidades máximas por 5–4.

### Chave C4
| 12 de maio de 2019 | Argentinos Juniors | 0 – 0     | Gimnasia y Esgrima (LP) | Buenos Aires                                 |  |
| 20:00              |                    | Relatório |                         | Estádio: Nuevo Gasómetro Árbitro: Diego Abal |  |

| 16 de maio de 2019 | Gimnasia y Esgrima (LP) | 1 – 2     | Argentinos Juniors                | La Plata                                           |  |
| 19:00              | - Silva 57'             | Relatório | - 18' Mac Allister - 73' Sandoval | Estádio: Estádio del Bosque Árbitro: Andrés Merlos |  |

Argentinos Juniors venceu por 2–1 no placar agregado.

## Semifinais
As semifinais serão disputadas por 4 (quatro) equipes classificadas da fase anterior. Serão partidas eliminatórias de ida e volta. A equipe com a melhor colocação na classificação final do Campeonato Argentino de 2018–19 (Superliga Argentina) disputa o jogo de volta como mandante. Em caso de empate no placar agregado (soma dos placares dos dois jogos), será aplicado a regra do gol qualificado [maior número de gols no campo do adversário ou seja, como visitante] e se mesmo assim persistir o empate, a vaga será definida na disputa por pênaltis.
| Chave | Equipe 1           | Total     | Equipe 2         | Ida | Volta |
| ----- | ------------------ | --------- | ---------------- | --- | ----- |
| F1    | Tigre              | 6–0       | Atlético Tucumán | 5–0 | 1–0   |
| F2    | Argentinos Juniors | 0–1 (pro) | Boca Juniors     | 0–0 | 0–1   |

### Chave F1
| 18 de maio de 2019 | Tigre                                                         | 5 – 0     | Atlético Tucumán | Victoria                                            |  |
| 18:45              | - Menossi 12' - Cavallaro 42', 59' - Morales 54' - Colazo 56' | Relatório |                  | Estádio: Monumental Victoria Árbitro: Darío Herrera |  |

| 25 de maio de 2019 | Atlético Tucumán | 0 – 1     | Tigre          | San Miguel de Tucumán                                   |  |
| 18:45              |                  | Relatório | - 62' Silveira | Estádio: Monumental José Fierro Árbitro: Germán Delfino |  |

Tigre venceu por 6–0 no placar agregado.

### Chave F2
| 19 de maio de 2019 | Argentinos Juniors | 0 – 0     | Boca Juniors | Buenos Aires                                     |  |
| 18:45              |                    | Relatório |              | Estádio: Nuevo Gasómetro Árbitro: Mauro Vigliano |  |

| 26 de maio de 2019 | Boca Juniors      | 1 – 0     | Argentinos Juniors | Buenos Aires                                 |  |
| 18:45              | - L. E. López 55' | Relatório |                    | Estádio: La Bombonera Árbitro: Facundo Tello |  |

Boca Juniors venceu por 1–0 no placar agregado.

## Final
Em 4 de abril, foi anunciado, por meio de um evento especial no local, que o estádio Mario Alberto Kempes foi escolhido como o grande palco da final.
| 2 de junho de 2019 | Tigre                                             | 2 – 0     | Boca Juniors | Córdoba                                              |  |
| 18:45              | - Federico González 24' - Lucas Janson 32' (pen.) | Relatório |              | Estádio: Mario Alberto Kempes Árbitro: Néstor Pitana |  |

## Premiação
| Copa da Superliga Argentina de 2019     |
| --------------------------------------- |
| Club Atlético Tigre Campeão (1º título) |

## Artilharia
| Jogador            | Time                    | Gols |
| ------------------ | ----------------------- | ---- |
| Javier Toledo      | Atlético Tucumán        | 6    |
| Santiago Silva     | Gimnasia y Esgrima (LP) | 4    |
| Nicolás De La Cruz | River Plate             | 3    |
| Lucas Pratto       | River Plate             | 3    |
| Dayro Moreno       | Talleres (C)            | 3    |
| Federico González  | Tigre                   | 3    |

Fonte: AFA 